# Hans-Heinz Schütt
Hans-Heinz Schütt (ur. 6 kwietnia 1908 w Dummerstorf, data i miejsce śmierci nieznane) – niemiecki nazista, SS-Oberscharführer, uczestnik akcji T4, kierownik administracyjny obozu zagłady w Sobiborze, sądzony a następnie uniewinniony w procesie załogi Sobiboru.

## Życiorys
W młodości imał się różnych zajęć. Był zdeklarowanym zwolennikiem nazizmu. W 1938 roku został kierownikiem ds. administracyjnych w jednym z berlińskich batalionów SS.
Niedługo po wybuchu II wojny światowej został przydzielony do personelu akcji T4, czyli tajnego programu eksterminacji osób psychicznie chorych i niepełnosprawnych umysłowo. Służył w „ośrodku eutanazji” w Grafeneck jako zastępca kierownika ds. administracyjnych. Na tym stanowisku odpowiadał za zakwaterowanie i zaopatrzenie personelu, a także za wypłatę wynagrodzeń.
Podobnie jak wielu innych uczestników akcji T4 został przeniesiony do okupowanej Polski, aby wziąć udział w eksterminacji Żydów. Pod koniec kwietnia 1942 roku rozpoczął służbę w nowo utworzonym obozie zagłady w Sobiborze. Kilka tygodni później zastąpił Alfreda Ittnera na stanowisku kierownika administracyjnego. W czasie przyjmowania transportów urzędował w „kasie” na terenie ogrodzonego placu-rozbieralni. Odbierał tam od prowadzonych na śmierć Żydów pieniądze i kosztowności do rzekomego „depozytu”. Niekiedy pełnił służbę na rampie kolejowej. Według Chrisa Webba miał także odpowiadać za porządek w więźniarskich barakach w obozie III.
W Sobiborze służył do połowy sierpnia 1942 roku. Następnie przez blisko półtora miesiąca przebywał na urlopie, po czym powołano go w szeregi Waffen-SS. Pełnił służbę we Francji, na Korsyce, we Włoszech i na Węgrzech. W maju 1945 roku dostał się do amerykańskiej niewoli. 
W obozie jenieckim spędził tylko miesiąc. Niedługo po wyjściu z niewoli został jednak zatrzymany przez okupacyjne władze brytyjskie pod zarzutem przynależności do SS. W listopadzie 1947 roku sąd denazyfikacyjny skazał go na karę trzech miesięcy więzienia, jednakże na poczet kary zaliczono mu okres internowania. Na wolność wyszedł w grudniu 1947 roku. Przez pewien czas pracował na farmie w okolicach Bremervörde. Wkrótce aresztowano go ponownie – tym razem pod zarzutem udziału w zbrodniach popełnionych w „ośrodku eutanazji” w Grafeneck. W trakcie prowadzonych w tej sprawie przesłuchań zataił fakt swojej służby w Sobiborze. Ostatecznie w lipcu 1948 roku prowadzone przeciw niemu śledztwo zostało umorzone przez niemiecką prokuraturę. Po zwolnieniu z aresztu zamieszkał u swojej rodziny w Schwallungen, później przeniósł się do Soltau. Pracował najpierw w rolnictwie, później jako zarządca parku samochodowego należącego do brytyjskiej armii. Od 1960 roku był zatrudniony jako agent w jednej z niemieckich firm budowlanych.
W lipcu 1959 roku Centrala Badania Zbrodni Narodowosocjalistycznych w Ludwigsburgu wszczęła śledztwo w sprawie zbrodni popełnionych w Sobiborze. Schütt, którego nazwisko już w 1950 roku pojawiło się w aktach procesu Huberta Gomerskiego i Johanna Kliera, stał się jednym z podejrzanych. Akt oskarżenia przeciwko niemu i jedenastu innym esesmanom został wniesiony w czerwcu 1964 roku. Postawiono mu zarzut współudziału w masowym mordzie na 86 tys. osób. Byli więźniowie Sobiboru, którzy w czasie procesu występowali w charakterze świadków, nie byli jednak w stanie obciążyć go odpowiedzialnością za jakiekolwiek zabójstwo lub akt indywidualnego okrucieństwa. Co więcej, z ich zeznań wynikało, że oskarżony traktował więźniów stosunkowo łagodnie. W konsekwencji wyrokiem z 20 grudnia 1966 roku Schütt został uniewinniony. Sędziowie przychylili się do jego wyjaśnień, że uczynił wszystko, aby zminimalizować swój udział w ludobójstwie, a podczas służby w obozie działał w subiektywnym poczuciu przymusu – obawiając się najsurowszych konsekwencji w przypadku niewykonania rozkazów przełożonych.